# إنريكو بيزي
إنريكو بيزي (بالإيطالية: Enrico Pezzi) (17 يونيو 1990 بريميني في إيطاليا - ) هو لاعب كرة قدم إيطالي في مركز الدفاع.

## روابط خارجية
- إنريكو بيزي على موقع قاعدة بيانات كرة القدم.إي يو (الإنجليزية)
- إنريكو بيزي على موقع Soccerway.com (الإنجليزية)